# Église Saint-Vincent de Braga
L'église Saint-Vincent (en portugais igreja de São Vicente) est une église catholique baroque située à Braga au Portugal, dans le quartier du même nom (freguesia de São Vicente). Elle est consacrée au diacre martyr saint Vincent.

## Histoire
L'église est construite à l'emplacement d'une ancienne église wisigothsique détruite au moment de l'invasion musulmane ; il n'en reste qu'une inscription lapidaire datant de l'an 618 et conservée sur un mur de la sacristie. La plaque comportant l'épitaphe mesure 1,40 m de longueur sur 41 cm de hauteur. On peut y lire : "(H)IC REQVIESCIT REMISNVERA / IN KAL(ENDAS) MAIAS ERA DC QVINQVAGIS(IMA) / VI DIE SECVNDA /FERIA IN PACE AMEN". Il s'agit de l'inscription la plus ancienne mentionnant le lundi, en tant que seconde fête.
L'église actuelle est construite en 1565 et restaurée en 1691. Elle est érigée en siège paroissial en 1926, continuant à appartenir à la confrérie de Saint-Vincent. Elle est classée comme monument protégé en 1986.

## Description

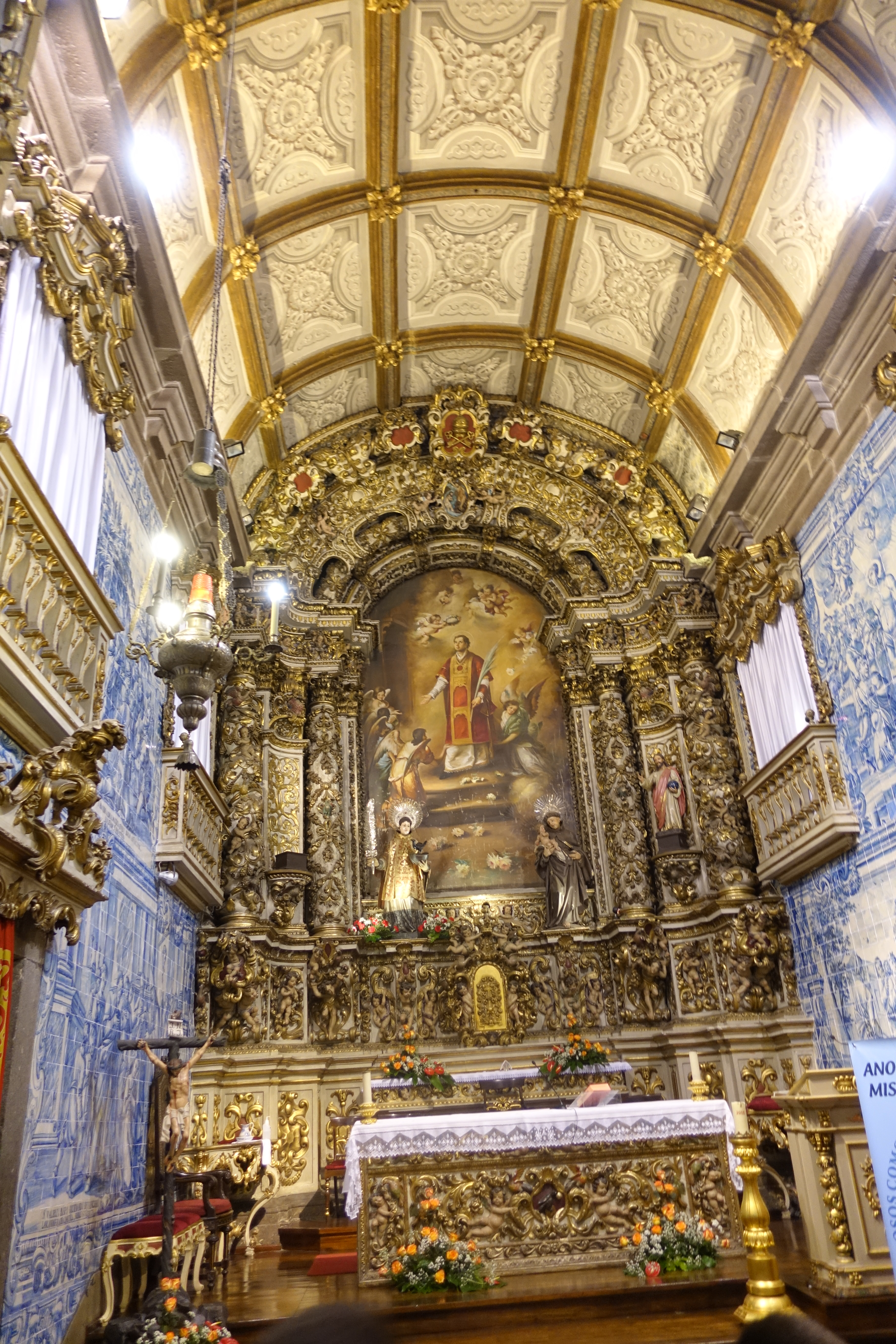
Chœur de l'église

Sa tour située au-dessus du chœur, comme la plupart des églises baroques de Braga, a longtemps été la plus haute de la ville et a souffert plusieurs fois de la foudre. Elle a dû être reconstruite deux fois, la dernière fois en 1812. Elle a été ornée à son sommet, jusque dans les années 1970, d'une majestueuse girouette datant de 1743 et dorée à la feuille d'or.
La façade de cette première église baroque de la ville comprend des éléments maniéristes. Elle est attribuée au frère Luis de S. José, auteur de la façade de l'abbatiale d'Alcobaça. La niche du fronton flanquée de deux anges abrite une statue du patron de l'église, saint Vincent, tenant l'Évangile de la main gauche et la palme du martyre de la main droite.
Le fronton est surmonté d'une croix papale, rappelant ainsi que le pape Clément VIII lui a conféré l'indulgence en 1598 du temps de Mgr Agostinho de Jesus, archevêque de Braga. La façade est achevée en 1717. De grands maîtres de Braga, comme Manuel Fernandes da Silva, y ont travaillé.
À l'intérieur, le chœur est somptueusement décoré par Carlos Amarante. L'orgue date de 1769. Les azulejos recouvrant les parois remontent à 1873.

## Illustrations

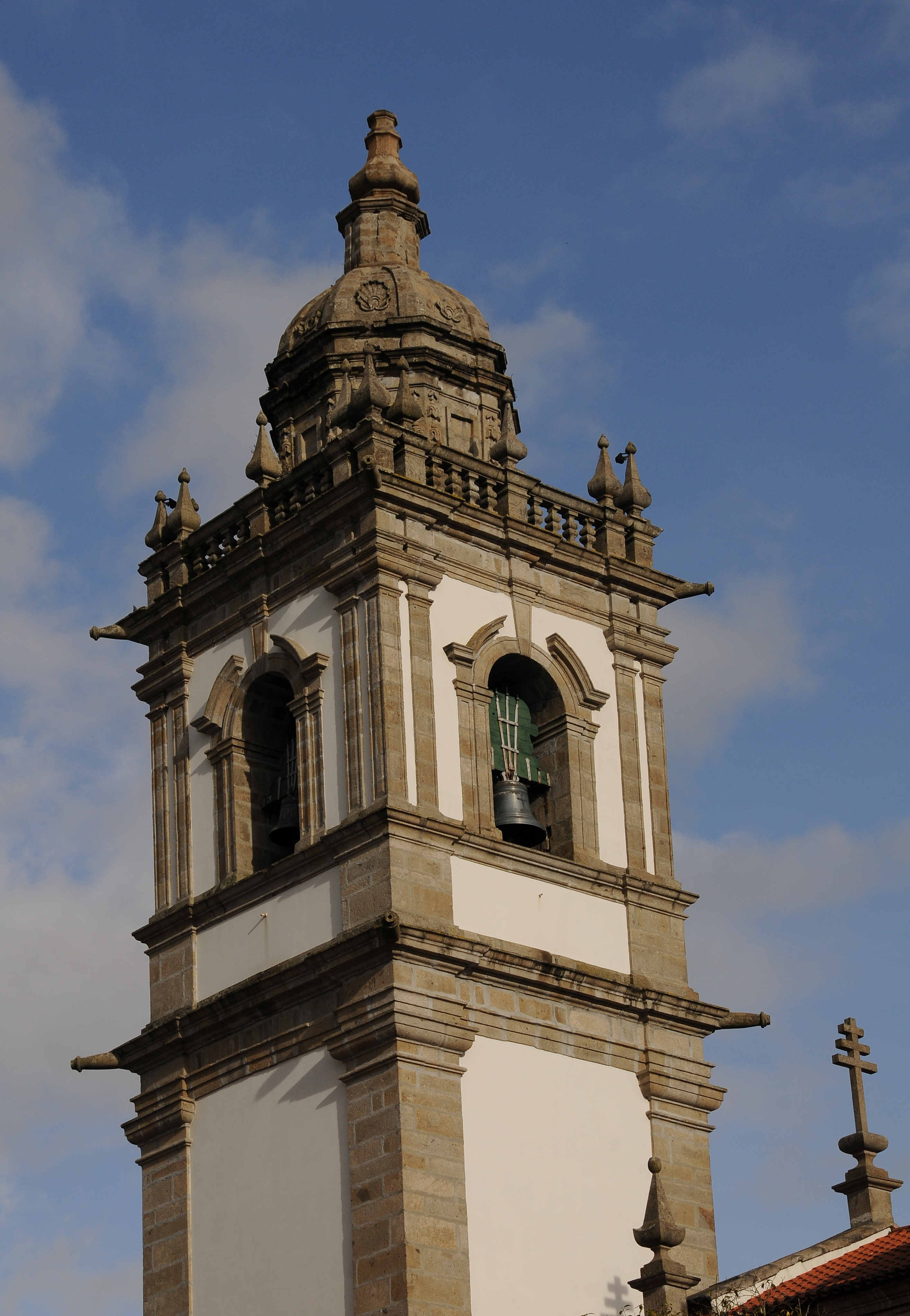
Clocher de l'église
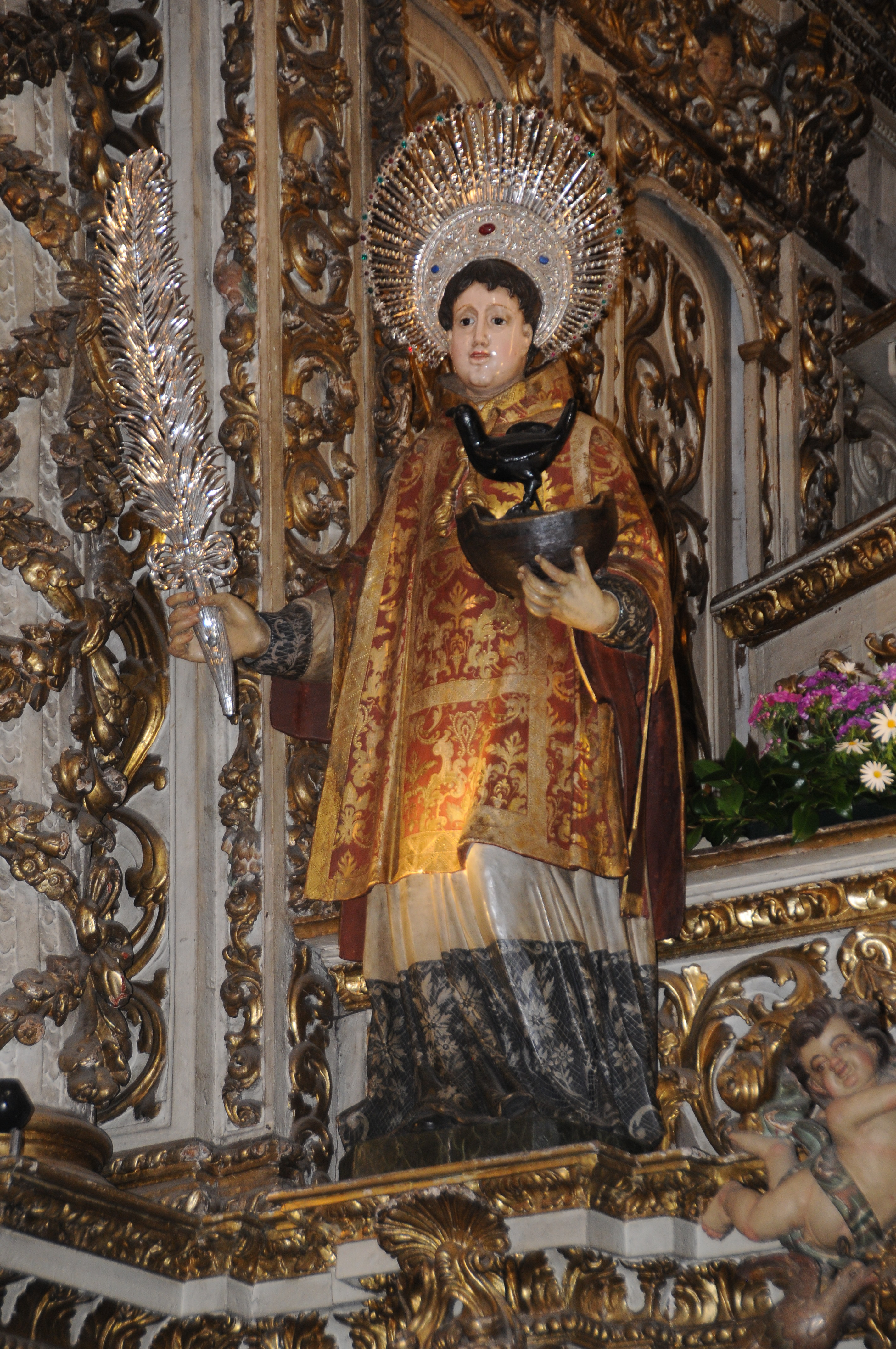
Statue de saint Vincent
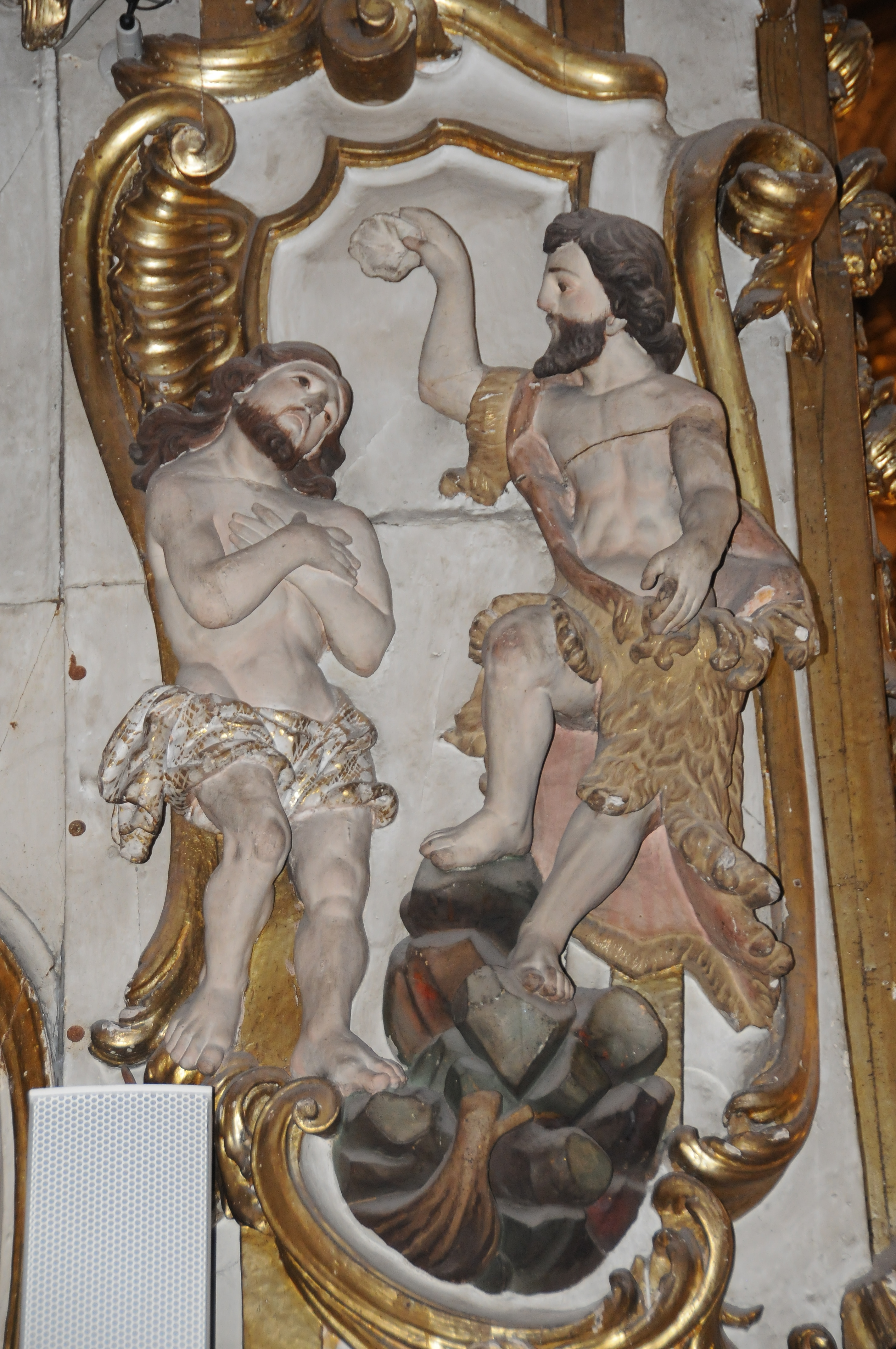
Détail du baptême du Christ
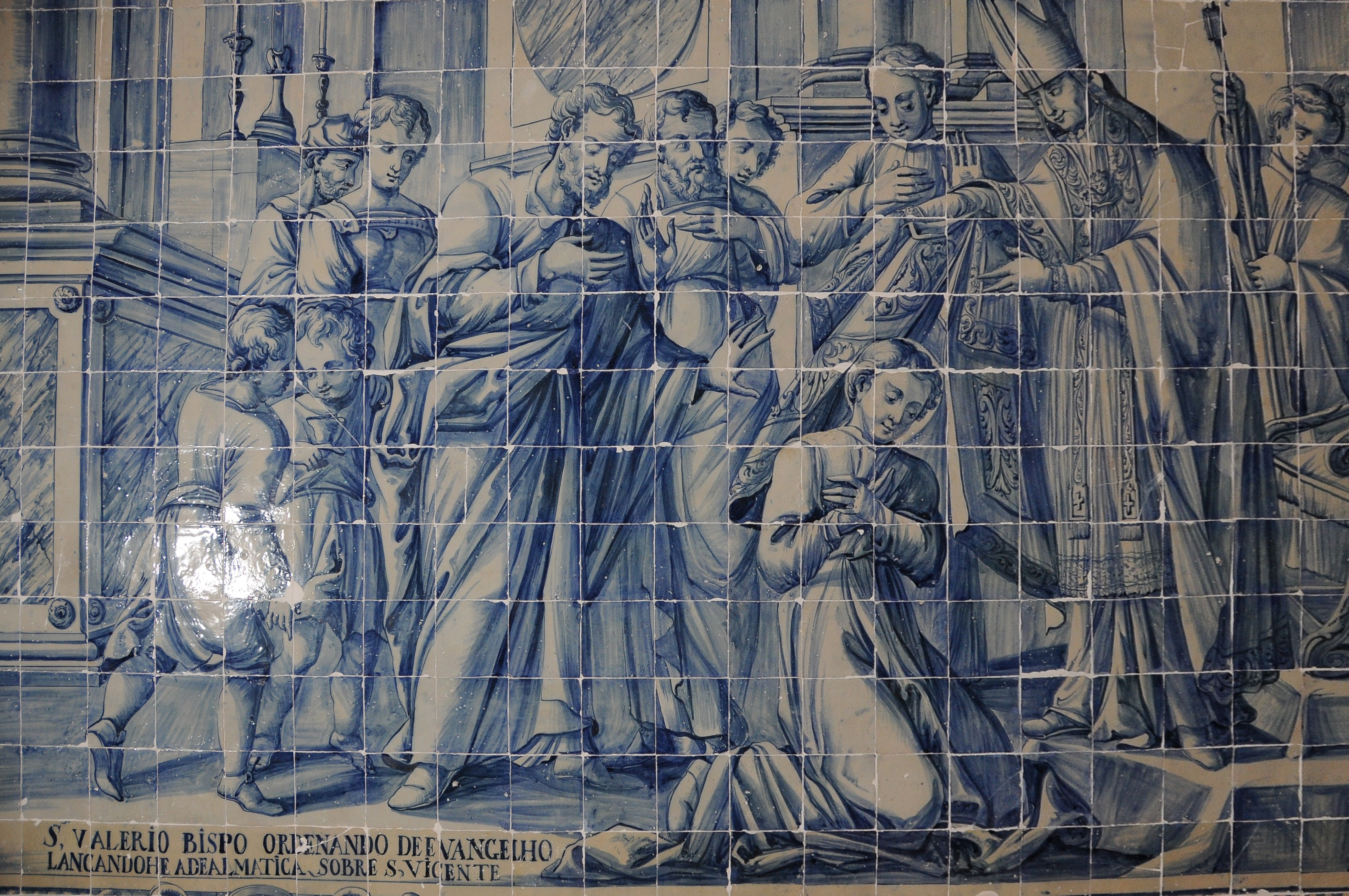
Azulejos représentant l'ordination diaconale de saint Vincent par saint Valère